# Stikbold
Stikbold er en sport, som spilles alle mod alle med en blød skumgummibold. Vinderen er den person, der sidst er tilbage efter alle andre er skudt ud. Stikbold findes kun på amatørplan og bruges ofte i forbindelse med opvarmning til andre sportsgrene samt skolernes idrætstimer. Der er forskellige regler.
| Sport | Spire Denne artikel om sport er en spire som bør udbygges. Du er velkommen til at hjælpe Wikipedia ved at udvide den. |